# Arhopala basiviridis
Arhopala basiviridis är en fjärilsart som beskrevs av De Nicéville 1891. Arhopala basiviridis ingår i släktet Arhopala och familjen juvelvingar. Inga underarter finns listade i Catalogue of Life.